# Warhawk (computerspel uit 2007)
Warhawk is een multiplayer third-person shooter ontwikkeld door Incognito Entertainment voor PlayStation 3. Het was het eerste PlayStationspel dat verkrijgbaar was in zowel de winkels als de PlayStation Store.
Warhawk was gepland om een singleplayer- en multiplayer-mode te hebben, maar de ontwikkeling van de singleplayermodus werd gestopt omdat de ontwikkelaars bang waren dat de die veel slechter zou zijn dan de multiplayermodus. Het spel is uitgebracht met 5 speelvelden en 4 speltypes: Deathmatch, Team Deathmatch, Zones en Capture the flag.

## Gameplay
Warhawk is een third-person shooter en speelt in een fictieve oorlog tussen de legers van twee landen. Er zijn twee landvoertuigen en twee voertuigen voor luchtgevechten beschikbaar. Het spel ondersteunt de SIXAXIS en de DualShock-controllers. De SIXAXIS zorgt ervoor dat de voertuigen bestuurbaar zijn door de controller te kantelen. Het is mogelijk om deze functie uit te schakelen en de gewone analoge stick of de D-Pad te gebruiken.

## Trivia
- Het spel is opgenomen in het boek 1001 Video Games You Must Play Before You Die van Tony Mott.